# ミサオ・レッドウルフ
ミサオ・レッドウルフこと篠藤操（Misao Redwolf、1965年5月17日 - ）は、日本の反原発活動家。非営利団体「NO NUKES MORE HEARTS」主宰。首都圏反原発連合のメンバーのひとり。本職はイラストレーター。

## 来歴
広島県広島市出身。各国を放浪した後、1999年よりイラストレーターとして、ファッション関係の仕事などを手掛ける。知人から六ヶ所再処理工場の反対運動に誘われたのを機に、2007年に非営利団体「NO NUKES MORE HEARTS」を発足させ、反原発運動を開始。2011年、首都圏反原発連合の設立を呼びかける。
2024年10月7日、第50回衆議院議員総選挙にれいわ新選組の公認候補として千葉県第14区から出馬することが発表された。10月27日の開票の結果、得票率4.80％で落選。
2025年6月18日、同年7月20日投開票予定の第27回参議院議員通常選挙においてれいわ新選組より全国比例区に立候補することが発表された。同年7月20日の投開票の結果、れいわ新選組が全国比例区で3議席獲得する中、党内順位5位、得票数19,574票で落選。

## 選挙歴
| 当落 | 選挙                     | 執行日         | 年齢 | 選挙区       | 政党         | 得票数    | 得票率 | 定数 | 得票順位 /候補者数 | 政党内比例順位 /政党当選者数 |
| ---- | ------------------------ | -------------- | ---- | ------------ | ------------ | --------- | ------ | ---- | ------------------ | ---------------------------- |
| 落   | 第50回衆議院議員総選挙   | 2024年10月27日 | 59   | 千葉県第14区 | れいわ新選組 | 1万547票  | 4.80%  | 1    | 4/4                | －/1                         |
| 落   | 第27回参議院議員通常選挙 | 2025年07月20日 | 60   | 参議院比例区 | れいわ新選組 | 1万9574票 |        | 50   | 5/12               | 5/3                          |